# واسکو کاراموکو
واسکو کاراموکو (انگلیسی: Vasseko Karamoko؛ زادهٔ ۱۴ ژانویهٔ ۱۹۸۷) بازیکن فوتبال سابق اهل فرانسه است که در پست مهاجم بازی می‌کرد.